# Cardioglossa venusta
Cardioglossa venusta är en groddjursart som beskrevs av Jean-Louis Amiet 1972. Cardioglossa venusta ingår i släktet Cardioglossa och familjen Arthroleptidae. IUCN kategoriserar arten globalt som starkt hotad. Inga underarter finns listade.